# Bandar Kwala (Galang)
Bandar Kwala is een bestuurslaag in het regentschap Deli Serdang van de provincie Noord-Sumatra, Indonesië. Bandar Kwala telt 957 inwoners (volkstelling 2010).